# レヒノ・エルナンデス
レヒノ・エルナンデス・マルティン（スペイン語: Regino Hernández Martín、1991年7月25日 - ）は、スペイン・セウタ出身のスノーボード選手（スノーボードクロス）。

## 経歴
1991年7月25日、アフリカ大陸にあるスペイン領土のセウタに生まれた。
2010年にはカナダのバンクーバーで開催された2010年バンクーバーオリンピックに出場し、スノーボードクロスで31位となった。2011年3月29日にはイタリア・ロンバルディア州のヴァルマレンコで開催されたFIS世界ジュニア選手権において、スノーボードクロスで金メダルを獲得した。
2014年2月にはロシアのソチで開催された2014年ソチオリンピックに出場し、スノーボードクロスで21位となった。2014年3月15日にはスペインのラ・モリーナで開催されたワールドカップにて、初めて同大会で表彰台に上った。
2018年2月には韓国の平昌で開催された2018年平昌オリンピックに出場し、スノーボードクロスで銅メダルを獲得した。冬季オリンピックのスノーボード競技でメダルを獲得した初のスペイン人選手である。スペイン人選手が冬季オリンピックでメダルを獲得するのは1992年アルベールビルオリンピックのブランカ・フェルナンデス・オチョア（女子回転）以来のことであり、男子選手としては1972年札幌オリンピックのフランシスコ・フェルナンデス・オチョア（男子回転）以来のことだった。

## 成績

### ワールドカップ個人
| シーズン | 日付          | 場所         | 種目               | 順位 |
| -------- | ------------- | ------------ | ------------------ | ---- |
| 2013–14  | 2014年3月15日 | ラ・モリーナ | スノーボードクロス | 3位  |

### ワールドカップ団体
| シーズン | 日付           | 場所         | 種目               | 順位 |
| -------- | -------------- | ------------ | ------------------ | ---- |
| 2016–17  | 2016年12月18日 | モンタフォン | スノーボードクロス | 1位  |
| 2017–18  | 2017年12月17日 | モンタフォン | スノーボードクロス | 1位  |

### 冬季オリンピック
| シーズン | 日付          | 場所         | 種目               | 順位 |
| -------- | ------------- | ------------ | ------------------ | ---- |
| 2010     | 2010年2月15日 | バンクーバー | スノーボードクロス | 31位 |
| 2014     | 2014年2月18日 | ソチ         | スノーボードクロス | 21位 |
| 2018     | 2018年2月15日 | 平昌         | スノーボードクロス | 3位  |